# جان دریک (بازیکن فوتبال)
جان دریک (انگلیسی: John Derrick؛ ۸ دسامبر ۱۸۹۱ – آوریل ۱۹۳۸) بازیکن فوتبال اهل پادشاهی متحد بریتانیای کبیر و ایرلند بود.
از باشگاه‌هایی که در آن بازی کرده‌است می‌توان به باشگاه فوتبال ناتینگهام فارست اشاره کرد.